# Francisco de Ibarra
Francisco de Ibarra (Eibar, 1539 circa – Pánuco, 3 giugno 1575) è stato un esploratore spagnolo di origine basca, governatore della provincia coloniale spagnola della Nuova Biscaglia, nell'attuale Messico.

## Biografia
Francisco de Ibarra nacque attorno al 1539 ad Eibar, Gipuzkoa, nell'Euskal Herria. Si trasferì in Messico molto giovane e, grazie alle raccomandazioni ed ai finanziamenti dello zio, il conquistador e proprietario minerario Diego de Ibarra, Francisco fu messo a capo della spedizione che nel 1554 avrebbe esplorato la parte nordoccidentale di Zacatecas. Il giovane Ibarra notò dell'argento vicino all'attuale Fresnillo, ma passò oltre. Continuò l'esplorazione fondando le città di San Martín ed Avino, dove le miniere d'argento lo resero un ricco proprietario.
Nel 1562 Ibarra guidò un'altra spedizione che si spinse nel Messico nordoccidentale. In particolare era alla ricerca della favolosa città d'oro di Copala (detta anche Cibola). Non trovò il mitico tesoro, ma esplorò e conquistò quello che oggi è lo stato messicano di Durango. Nel 1562 Ibarra fu nominato governatore della neonata provincia della Nueva Vizcaya, e l'anno seguente fondò la città di Durango rendendola capitale.
Nel 1564 Ibarra, ascoltando le voci che parlavano di ricchi depositi minerari, attraversò la Sierra Madre Occidentale per conquistare la parte meridionale di Sinaloa. Furono scoperte vene d'argento nel nuovo territorio e, nel 1565, de Ibarra fondò le città di Copala e Pánuco.
Nel 1567 gli uomini di Ibarra esplorarono la parte settentrionale di Durango, fondando la città di Santa Bárbara, nell'odierno Chihuahua, per estrarre l'argento.
Francisco de Ibarra morì il 3 giugno 1575 a Pánuco, una delle città minerarie che fondò.